# 鎮守神

祭祀鎮守神的鎮守之森（丹波篠山市）

鎮守神（ちんじゅがみ）是日本神道中特定建築物或地域的守護神。現在大多和氏神、產土神視為同義詞。祭祀鎮守神的神社稱作鎮守社。

## 概要
日本的寺院在平安時代以降，神佛習合的過程中，開始祭祀守護寺院的神祇，日後除了寺院以外，住宅、莊園、城郭、村落等也祭祀鎮守神。大範圍的也有祭祀鎮護一國、國家、王城的鎮守神，例如，「一宮」也可視為令制國的鎮守神。此外，北海道神宮號稱「北海道總鎮守」，意即北海道全體的鎮守神。
但是，中世以降，隨著武士在莊園的在地化，造成氏神和産土神的混同，以及武士在莊園內勸請祭祀鎮守神，導致氏神和鎮守神也發生混同。最後，原本有明確差異的氏神・産土神・鎮守神也隨著時代演進，幾乎成為同義詞。

## 鎮守社
附屬於佛教寺院的神社稱作鎮守社。相對的以神社為主體的是神宮寺。但是，鎮守若是佛教寺院則稱作鎮守寺。

## 脚注
1. ↑  .   [2017-09-27]. （原始内容存档于2009-02-20）.
2. ↑  .   [2017-09-27]. （原始内容存档于2017-05-08）.

## 關連項目
- 村祭
- 土地神
- 地主神 (日本)